# 呋芬雷司
呋芬雷司（英語： 或 ）是一种含氮有机化合物，化学式为C15H19NO，1960年代作为兴奋剂和降食欲剂研发，但其代谢产物中有甲基苯丙胺，为防止药物滥用而不再生产。